# Großer Preis von Spanien 1933

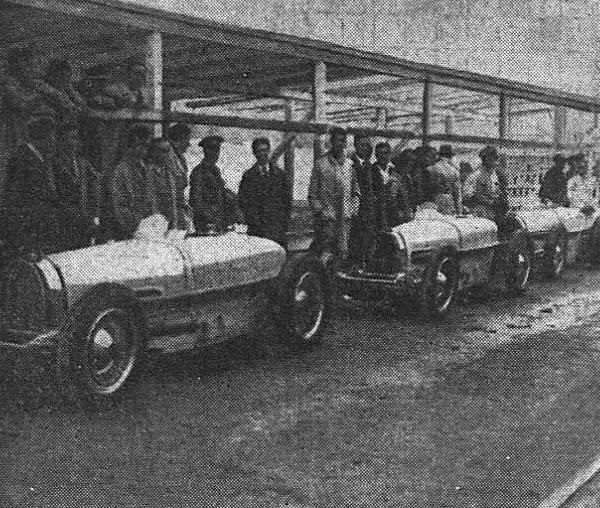
Die Werks-Bugatti an der Box

Der VIII. Große Preis von Spanien fand am 24. September 1933 auf dem Circuito Lasarte bei San Sebastián statt. Das Rennen zählte zu den Grandes Épreuves und wurde nach den geltenden Bestimmungen (Mindestdistanz 500 km) über 30 Runden à 17,315 km ausgetragen, was einer Gesamtdistanz von 519,5 km entsprach. Als eines der letzten internationalen Grand-Prix-Rennen der Epoche wurde es noch mit einem rollenden Start eröffnet.
Sieger wurde Louis Chiron auf einem Alfa Romeo Tipo B/P3 der Scuderia Ferrari.

## Rennen
Nach sechsjähriger Pause wurde 1933 erstmals wieder ein Großer Preis von Spanien ausgetragen. Zuletzt hatte auf dem klassischen Straßenkurs wegen politischer Querelen – Vorboten des heraufziehenden Spanischen Bürgerkriegs – drei Jahre lang überhaupt kein Rennen mehr stattgefunden. Umso zufriedener konnten die Veranstalter mit dem Teilnehmerfeld sein, das zu diesem letzten Grande Épreuve der Zeit der „Freien Formel“ im Grand-Prix-Sport erschien. Neben der Scuderia Ferrari mit ihren Alfa Romeo Tipo B für Louis Chiron und Luigi Fagioli sowie den Maserati 8CM von Tazio Nuvolari, Piero Taruffi und Goffredo Zehender war die Aufmerksamkeit dabei vor allem auf das Wiedererscheinen des Bugatti-Teams gerichtet, das nach mehrmonatiger Verzögerung infolge anderweitig gesetzter Prioritäten nun doch noch drei Exemplare seines neuesten Grand-Prix-Modells für Achille Varzi, René Dreyfus und William Grover-Williams (Pseudonym „W. Williams“) fertigstellen konnte. Zwar war der Motor des Bugatti Type 59 gegenüber dem Vormodell Bugatti Type 51 von 2,3 auf 2,8 Liter Hubraum gesteigert und auch der Schwerpunkt des Chassis noch einmal deutlich abgesenkt worden, dennoch war der nach wie vor zweisitzig ausgelegte Rennwagen konstruktiv sehr an seine Vorläufer angelehnt und wirkte gegenüber den neuen, rassigen Renneinsitzern („Monopostos“) der Konkurrenten bereits bei seinem Erscheinen veraltet.
Gleich nach dem Start, der zum vorläufig letzten Mal im Grand-Prix-Sport aus einer rollenden Formation heraus ausgeführt wurde, bestimmten mit Fagioli, Chiron und Nuvolari die drei Favoriten im Rennen das Geschehen. Dabei baute Nuvolari, der nach der ersten Runde die beiden Alfa-Romeo-Fahrer überholt hatte, in den folgenden Runden seine Führung zunächst kontinuierlich aus. Als in der zweiten Rennhälfte heftiger Regen einsetzte, unterlief ihm jedoch einer seiner seltenen Fahrfehler. Beim Anbremsen einer Kurve verlor er die Kontrolle, der Maserati erklomm eine Böschung, überschlug sich anschließend mehrfach und wurde beim Aufprall auf einen Felsen völlig zertrümmert. Zu seinem Glück war Nuvolari vorher aus dem Auto herausgeschleudert worden, sodass er mit einem schweren Schock, aber vergleichsweise geringen Verletzungen davonkam.
In dem ansonsten höhepunktarmen Rennen war damit für Chiron der Weg zum Sieg frei, obwohl das Team aus Vermarktungsgründen lieber einen Erfolg für Fagioli gesehen hätte. Dessen Auto war mit Pirelli-Reifen ausgerüstet, während Chirons belgische Reifenmarke Englebert auf dem spanischen Markt nicht präsent war.
Ebenfalls sichtlich unzufrieden mit dem Rennausgang war Bugatti, dessen weit abgeschlagener neuer Type 59 mit Spitzenfahrer Achille Varzi am Steuer kurz vor Ende des Rennens vom französischen Privatfahrer Marcel Lehoux auf dessen altem Type 51 vom dritten Platz verdrängt worden war.

## Ergebnisse

### Meldeliste
| Team                       | Nr. | Fahrer                  | Info  | Chassis              | Motor                         | Reifen |
| -------------------------- | --- | ----------------------- | ----- | -------------------- | ----------------------------- | ------ |
| Juan Zanelli               | 02  | Juan Zanelli            |       | Alfa Romeo Monza     | Alfa Romeo 2.3L I8 Kompressor |        |
| Automobiles Ettore Bugatti | 04  | William Grover-Williams | DNS a | Bugatti T59          | Bugatti 2.8L I8 Kompressor    | M      |
| Automobiles Ettore Bugatti | 18  | Achille Varzi           |       | Bugatti T59          | Bugatti 2.8L I8 Kompressor    | M      |
| Automobiles Ettore Bugatti | 26  | René Dreyfus            |       | Bugatti T59          | Bugatti 2.8L I8 Kompressor    | M      |
| Automobiles Ettore Bugatti |     | Albert Divo             | RES b | Bugatti T51          | Bugatti 2.3L I8 Kompressor    | M      |
| Scuderia Ferrari           | 06  | Eugenio Siena           |       | Alfa Romeo Monza     | Alfa Romeo 2.6L I8 Kompressor | E      |
| Scuderia Ferrari           | 10  | Luigi Fagioli           |       | Alfa Romeo Tipo B/P3 | Alfa Romeo 2.6L I8 Kompressor | E      |
| Scuderia Ferrari           | 38  | Louis Chiron            |       | Alfa Romeo Tipo B/P3 | Alfa Romeo 2.6L I8 Kompressor | E      |
| Scuderia Ferrari           |     | Antonio Brivio          | RES   |                      |                               | E      |
| Marcel Lehoux              | 08  | Marcel Lehoux           |       | Bugatti T51          | Bugatti 2.3L I8 Kompressor    |        |
| Arrigo Sartorio            | 12  | Arrigo Sartorio         | DNA   | Maserati 26M         | Maserati 2.5L I8 Kompressor   |        |
| Joaquín Palacio            | 14  | Joaquín Palacio         | DNA   | Bugatti T35          | Bugatti 2.0L I8               |        |
| Walter Grosch              | 16  | Walter Grosch           | DNS c | Alfa Romeo Monza     | Alfa Romeo 2.3L I8 Kompressor |        |
| Pierre Bussienne           | 20  | Pierre Bussienne        | DNA   | Bugatti T51          | Bugatti 2.3L I8 Kompressor    |        |
| Philippe Étancelin         | 22  | Philippe Étancelin      |       | Alfa Romeo Monza     | Alfa Romeo 2.3L I8 Kompressor |        |
| Officine Alfieri Maserati  | 24  | Piero Taruffi           |       | Maserati 8CM         | Maserati 3.0L I8 Kompressor   | P      |
| Officine Alfieri Maserati  | 32  | Goffredo Zehender       |       | Maserati 8CM         | Maserati 3.0L I8 Kompressor   | P      |
| Officine Alfieri Maserati  | 36  | Tazio Nuvolari          |       | Maserati 8CM         | Maserati 3.0L I8 Kompressor   | P      |
| Emil Frankl                | 28  | Emil Frankl             |       | Bugatti T35B         | Bugatti 2.3L I8 Kompressor    |        |
| Sommer-Wimille             | 30  | Jean-Pierre Wimille     |       | Alfa Romeo Monza     | Alfa Romeo 2.3L I8 Kompressor |        |
| Benoît Falchetto           | 34  | Benoît Falchetto        |       | Bugatti T51          | Bugatti 2.3L I8 Kompressor    |        |

### Startaufstellung
Die Startpositionen wurden in der Reihenfolge der zuvor ausgelosten Startnummern vergeben. Der Start erfolgte fliegend.
| Lehoux    | Siena    | Zanelli  |
|           |          |          |
| Étancelin | Varzi    | Fagioli  |
|           |          |          |
| Frankl    | Dreyfus  | Taruffi  |
|           |          |          |
| Falchetto | Zehender | Wimille  |
|           |          |          |
|           | Chiron   | Nuvolari |

### Rennergebnis
| Pos. | Fahrer              | Konstrukteur | Runden | Stopps | Zeit          | Start | Schnellste Runde | Ausfallgrund  |
| ---- | ------------------- | ------------ | ------ | ------ | ------------- | ----- | ---------------- | ------------- |
| 01   | Louis Chiron        | Alfa Romeo   | 30     |        | 3:50:57,4 h   | 14    |                  |               |
| 02   | Luigi Fagioli       | Alfa Romeo   | 30     |        | + 4:24,4 min  | 4     |                  |               |
| 03   | Marcel Lehoux       | Bugatti      | 30     |        | + 21:52,400   | 3     |                  |               |
| 04   | Achille Varzi       | Bugatti      | 30     |        | + 23:17,0 min | 5     |                  |               |
| 05   | Jean-Pierre Wimille | Alfa Romeo   | 30     |        | + 24:0 min    | 10    |                  |               |
| 06   | René Dreyfus        | Bugatti      | 29     |        | + 1 Runde     | 8     |                  | abgewunken a  |
| —    | Philippe Étancelin  | Alfa Romeo   | 27     |        | DNF           | 6     |                  | Reifenschaden |
| —    | Juan Zanelli        | Alfa Romeo   | 20     |        | DNF           | 1     |                  | Ausfall       |
| —    | Tazio Nuvolari      | Maserati     | 19     |        | DNF           | 13    | 6:41,200         | Unfall        |
| —    | Piero Taruffi       | Maserati     | 18     |        | DNF           | 7     |                  | Unfall        |
| —    | Benoît Falchetto    | Bugatti      | 13     |        | DNF           | 12    |                  | Ausfall       |
| —    | Goffredo Zehender   | Maserati     | 13     |        | DNF           | 11    |                  | Ausfall       |
| —    | Emil Frankl         | Bugatti      | 7      |        | DNF           | 9     |                  | Unfall        |
| —    | Eugenio Siena       | Alfa Romeo   | 5      |        | DNF           | 2     |                  | Ausfall       |